# Ksylograf
ksylograf (z gr. ξυλον, ksylon - drzewo, γραφο, graphō - piszę) – książka, w której zarówno obrazy, jak i tekst objaśniający zostały odbite z jednego klocka drzeworytniczego. Tą techniką posługiwano się w średniowieczu. Jeszcze w ostatnim trzydziestoleciu XV wieku i na początku wieku XVI przy jej pomocy odbijane były głównie teksty popularnej literatury religijnej. 